# Werner Krumbein
Werner Krumbein (* 7. März 1917; † 6. März 1996 in Berlin) war ein deutscher Dirigent.

## Leben und Werk
Krumbein absolvierte bis 1934 in Weimar das Realgymnasium und studierte an der Staatlichen Hochschule für Musik Weimar. Er leitete dann das Radio-, Tanz- und Unterhaltungsorchesters Leipzig, das auch nach dem Ende des NS-Staats weiter existierte.
Von 1950 bis 1958 war Krumbein Chefdirigent des neu gegründeten Rundfunk-Blasorchesters Leipzig. Es bestand aus 30 Bläsern. Eine solche Gründung war europaweit einzigartig. Krumbein prägte entscheidend dessen Profil. Ab 1958 war Krumbein Leiter des gleichfalls neu gegründeten Estradenorchesters des Deutschlandsenders in Berlin und von 1961 bis 1983 musikalischer Direktor des Berliner Metropol-Theaters. Dort dirigierte er u. a. 1964 die Uraufführung des Musicals Mein Freund Bunbury von Gerd Natschinski.
Aufnahmen mit Krumbein als Dirigent wurden vom DDR-Schallplattenlabel Amiga veröffentlicht.

## Ehrungen
- 1960: Erich-Weinert-Medaille[5]
- 1964: Ehrenbürgerschaft der Stadt Crimmitschau
- 1968: Goethe-Preis der Stadt Berlin
- 1969: Verdienstmedaille der Deutschen Demokratischen Republik